# Екатеринбургская городская Дума 3 созыва
Екатеринбургская городская Дума 3 созыва (2001—2005 года) начала свою работу в марте 2001 года. Первое заседание думы 3-го созыва состоялось 30 марта 2001 года.

## Выборы
Выборы в Екатеринбургскую городскую думу III-го созыва прошли в период с 2000 по 2001 год. В соответствии с уставом города Екатеринбург, выборы прошли по мажоритарной избирательной системе по 27 избирательным одномандатным округам. В думе 3-го созыва действовало 7 фракций:
- «Межрайонная депутатская группа» — 5 из 27 мест.
- «Единство» — 4 из 27 мест.
- «Наш дом — наш город» — 2 из 27 мест.
- «Союз правых сил» — 2 из 27 мест.
- «Женщины России» — 1 из 27 мест.
- «Евразия» — 1 из 27 мест.
- «ОПС «Уралмаш» — 1 из 27 мест (официально).

## Структура

### Рабочие группы ЕГД
- Контрольно-счетная палата ЕГД.

## Состав
| 3 созыв (2001—2005)            | 3 созыв (2001—2005) | 3 созыв (2001—2005)                                 | 3 созыв (2001—2005)                                                            | 3 созыв (2001—2005)                                                         |
| Фамилия Имя Отчество           | Дата рождения       | Способ избрания                                     | До избрания                                                                    | Должность в городской думе                                                  |
| ------------------------------ | ------------------- | --------------------------------------------------- | ------------------------------------------------------------------------------ | --------------------------------------------------------------------------- |
| Беспартийные                   |                     |                                                     |                                                                                |                                                                             |
| Бура Андрей Владимирович       | 08.08.1966          | Избран по одномандатному избирательному округу № 16 | Президент клуба каратэ кёкусинкай «Идущие к солнцу»                            | ???                                                                         |
| Викулова Любовь Анатольевна    | 18.09.1957          | Избран по одномандатному избирательному округу № 20 | Представитель отделения Пенсионного фонда России                               | ???                                                                         |
| Габинский Ян Львович           | 09.10.1952          | Избран по одномандатному избирательному округу № 15 | Директор Екатеринбургского кардиологического научно-практического центра       | ???                                                                         |
| Гурьянов Виктор Леонидович     | ???                 | Избран по одномандатному избирательному округу № 18 | ???                                                                            | ???                                                                         |
| Зятев Игорь Алексеевич         | 13.05.1952          | Избран по одномандатному избирательному округу № 12 | Генеральный директор ООО ТМО «ИТАЛЛ»                                           | ???                                                                         |
| Овчинникова Ира Александровна  | 07.02.1960          | Избран по одномандатному избирательному округу № 2  | Начальник управления пенсионного фонда Верх-Исетского района г. Екатеринбурга. | ???                                                                         |
| Сизов Александр Николаевич     | 28.09.1949          | Избран по одномандатному избирательному округу № 13 | Генеральный директор АО «Управляющая компания «Стандарт»                       | ???                                                                         |
| Силин Яков Петрович            | 17.051961           | Избран по одномандатному избирательному округу № 23 | Депутат Екатеринбургской городской думы II-го созыва                           | ???                                                                         |
| Ходаковский Игорь Олегович     | 24.10.1949          | Избран по одномандатному избирательному округу № 14 | Главный врач ЦГБ №6                                                            | ???                                                                         |
| Евразия                        |                     |                                                     |                                                                                |                                                                             |
| Александр Иванович Вараксин    | 19.07.1960          | Избран по одномандатному избирательному округу № 26 | Президент ЗАО «Торговый дом «Чкаловский»                                       | ???                                                                         |
| Единство                       |                     |                                                     |                                                                                |                                                                             |
| Альшевских Андрей Геннадьевич  | 14.05.1972          | Избран по одномандатному избирательному округу № 7  | ???                                                                            | ???                                                                         |
| Антониади Валерий Георгиевич   | 30.12.1940          | Избран по одномандатному избирательному округу № 17 | директор АО «Уралкомпрессор»                                                   | ???                                                                         |
| Волков Дмитрий Анатольевич     | 13.12.1967          | Избран по одномандатному избирательному округу № 1  | Руководитель городской службы спасения «Сова»                                  | ???                                                                         |
| Павлов Анатолий Иванович       | 04.02.1950          | Избран по одномандатному избирательному округу № 10 | Генеральный директор завода «Пневмостроймашина»                                | ???                                                                         |
| Женщины России                 |                     |                                                     |                                                                                |                                                                             |
| Брусницына Юлия Валерьевна     | 24.09.1948          | Избран по одномандатному избирательному округу № 27 | Депутат Екатеринбургской городской думы II-го созыва                           | ???                                                                         |
| Межрайонная депутатская группа |                     |                                                     |                                                                                |                                                                             |
| Москвина Екатерина Акимовна    | 25.02.1953          | Избран по одномандатному избирательному округу № 19 | ???                                                                            | Председатель комитета по социальной политике                                |
| Нижечик Юрий Соломонович       | 04.05.1947          | Избран по одномандатному избирательному округу № 3  | Директор городского центра крови «Сангвис»                                     | ???                                                                         |
| Сергин Дмитрий Рифович         | 04.11.1967          | Избран по одномандатному избирательному округу № 25 | Депутат Екатеринбургской городской думы II-го созыва                           | ???                                                                         |
| Серебренников Максим Павлович  | 16.12.1969          | Избран по одномандатному избирательному округу № 24 | Вице-президент «Зяблицев-Фонд»                                                 | Председатель комиссии по городскому хозяйству и муниципальной собственности |
| Союз правых сил                |                     |                                                     |                                                                                |                                                                             |
| Елохин Виктор Юрьевич          | 21.09.1958          | Избран по одномандатному избирательному округу № 4  | Президент ООО «Интрер-Нефто»                                                   | ???                                                                         |
| Сухнев Андрей Вадимович        | 30.12.1965          | Избран по одномандатному избирательному округу № 8  | ???                                                                            | ???                                                                         |
| ОПС «Уралмаш»                  |                     |                                                     |                                                                                |                                                                             |
| Куковякин Александр Васильевич | 23.12.1960          | Избран по одномандатному избирательному округу № 21 | Председатель ОПС «Уралмаш»                                                     | ???                                                                         |
| Наш дом — наш город            |                     |                                                     |                                                                                |                                                                             |
| Сергей Леонидович Грибоедов    | 13.05.1954          | Избран по одномандатному избирательному округу № 11 | ???                                                                            | ???                                                                         |
| Шляпин Александр Валентинович  | 12.02.1957          | Избран по одномандатному избирательному округу № 9  | Депутат Екатеринбургской городской думы II-го созыва                           | Заместитель председателя Екатеринбургской городской Думы                    |